# Lennox Lewis
Lennox Claudius Lewis, född 2 september 1965 i West Ham, London, är en brittisk-kanadensisk före detta tungviktsboxare, proffsvärldsmästare 1993-1994, 1997-2001, 2001-2004. Han vann som amatör dessutom OS-guld i klassen supertungvikt 1988 i Seoul
Lewis anses av många vara den bäste brittiske boxaren någonsin oavsett viktklass och en av de absolut bästa tungviktarna någonsin. 

## Boxningskarriär
Lewis och hans familj flyttade till Kanada 1977 och han har sedan dess både kanadensiskt och brittiskt medborgarskap. Han representerade sitt nya hemland Kanada som Supertungviktare när han vid 18 års ålder deltog i de Olympiska sommarspelen 1984  i Los Angeles där han kom till kvartsfinal. I sommar-OS 1988 vann han guld genom att besegra Riddick Bowe i finalen.
Efter OS-guldet återvände Lewis till Storbritannien och blev professionell boxare med debut 27 juni 1989. Raskt matchades han fram till en EM-titel 1990 och år 1991 till samväldestiteln. Efter hans seger mot Donovan "Razor" Ruddock hösten 1992 förklarade WBC honom som världsmästare 14 januari 1993. Han blev därmed den förste brittiske tungviktsmästaren sedan Bob Fitzmmons (mästare 1897-99). 
Lewis försvarade sin titel tre gånger med segrar över Tony Tucker, Phil Jackson och Frank Bruno; matchen mot Bruno var den första gången i historien då två brittiska boxare gjort upp om tungviktstiteln. Lewis förlorade sedan sin WBC-titel till Oliver McCall 1994.
Lewis tog sig dock snabbt tillbaka på banan då han 4 månader senare besegrade Lionel Butler och senare också förre WBO-mästaren Tommy Morrison i oktober 1995. Lewis stämde sedan nyblivne WBC-mästaren Mike Tyson i ett försök att tvinga denne till en titelmatch då Lewis var rankad som nr 1 på utmanarlistan. Man förlikades dock i rätten och Tysons promotor Don King fick betala 4 miljoner dollar i ersättning. Tyson valde istället att ta sig an Evander Holyfield, varvid WBC-titeln inte kom att innehas av någon. Detta ledde till en returmatch om den vakanta titeln mellan Lewis och McCall den 7 februari 1997 i Las Vegas, en match som Lewis vann. Under 1997 försvarade han sin titel mot en annan britt, förre WBO-världsmästaren Henrik Akinwande, för att sedan också besegra polacken Andrzej Golota. Under 1998 vann Lewis mot Shannon Briggs och manövrerade också ut Europamästaren Željko Mavrović.
År 1999 mötte Lewis och innehavaren av IBF- och WBA-titlarna, Evander Holyfield, i New York 13 mars, i en match för att utse en obestridd världsmästare. Matchen dömdes dock oavgjord  och de bägge boxarna behöll därför sina titlar. I returmötet åtta månader senare vann Lewis på poäng och samlade så tre stora VM-titlarna under samme man. Vid årets slut erhöll Lewis för sina prestationer i ringen en av de mest prestigefyllda utmärkelserna i Storbritannien, BBC Sports Personality of the Year. 
Efter att ha enat titlarna skulle Lewis nu ta sig an Michael Grant och John Ruiz, men gick inte med på kravet att möta Ruiz först. Promotor Don King stämde då WBA och vann den påföljande rättsliga prövningen vilket gjorde WBA-titeln vakant. Lewis, fortfarande mästare enligt International Boxing Federation (IBF) och WBC, mötte sedan som planerat Grant och behöll sina titlar efter segern i Madison Square Garden. Senare samma år slog han sydafrikanen Francois Botha och fyra månader senare David Tua från Nya Zeeland.
I en chockförlust, då man antog att han tagit för lätt på motståndet, förlorade sedan Lewis sina titlar till Hasim Rahman 22 april 2001 i Sydafrika då han blivit slagen knockout i rond 5. I returmatchen 7 månader senare var britten bättre fokuserad och vann tillbaka sina titlar genom knockout i fjärde ronden. 
2002 mötte Lewis Mike Tyson; en match han vann på KO i rond 8. Lewis nästa, och sista match i karriären, blev mot ukrainaren Vitalij Klytjko i Los Angeles 21 juni 2003, en match han vann på TKO. Vinsten blev dock omdiskuterad då matchläkaren bröt matchen i pausen före rond sju; detta på grund av Klytjkos kraftigt blödande jack över vänster öga. Utmanaren ledde matchen på poäng och motsatte sig högljutt beslutet som dock stod fast.  
Den 6 februari 2004 avsade sig Lewis WBC- och IBF-titlarna och drog sig tillbaka som den förste mästaren i tungvikt sedan Rocky Marciano som slutat som världsmästare. Lewis' meritlista stannade på 42 segrar (varav 32 på KO), 2 förluster och 1 oavgjord match.

### Webbsidor
- Lewis på boxrec.com